# Symphyotrichum falcatum
Symphyotrichum falcatum là một loài thực vật có hoa trong họ Cúc. Loài này được (Lindl. ex Lindl.) G.L.Nesom miêu tả khoa học đầu tiên năm 1994.